# Georgia O'Keeffe (téléfilm)
Pour plus de détails, voir Fiche technique et Distribution.
Georgia O'Keeffe est un téléfilm américain réalisé par Bob Balaban, sorti en 2009.

## Synopsis
La vie de la peintre Georgia O'Keeffe.

## Fiche technique
- Titre : Georgia O'Keeffe
- Réalisation : Bob Balaban
- Scénario : Michael Cristofer
- Musique : Jeff Beal
- Photographie : Paul Elliott (en)
- Montage : Kathryn Himoff
- Société de production : City Entertainment et Sony Pictures Television
- Pays :  États-Unis
- Genre : Biopic, drame et romance
- Durée : 89 minutes
- Première diffusion : 
  -  États-Unis : 19 septembre 2009

## Distribution
- Joan Allen (VF : Véronique Augereau) : Georgia O'Keeffe
- Jeremy Irons : Alfred Stieglitz
- Henry Simmons (en) (VF : Jean-Paul Pitolin) : Jean Toomer
- Ed Begley Jr. (VF : Gabriel Le Doze) : Dr Lee Steiglita
- Tyne Daly : Mabel Dodge Luhan
- Kathleen Chalfant : Mme Stieglitz
- Linda Emond : Rebecca « Beck Strand » Salsbury James (en)
- Jenny Gabrielle (en) : Dorothy Norman (en)
- Chad Brummett : Marsden Hartley
- Steve Corona : John Marin

 Source et légende : version française (VF) sur RS Doublage

## Tournage
Le téléfilm a été en développement chez HBO pendant 4 ans avant d'être repris par Lifetime.